# Nostalgic for the Present Tour
The Nostalgic for the Present Tour – trasa koncertowa australijskiej piosenkarki Sii. Tournée obejmowało dwadzieścia trzy występy. Pierwszy koncert odbył się 29 września w Seattle, a ostatni 6 listopada 2016 w Austin. Supportem przedsięwzięcia zostali: Miguel i AlunaGeorge. Piosenkarce na scenie towarzyszyła Maddie Ziegler oraz inni tancerze. Choreografią zajął się Ryan Heffington, a Sia śpiewała z tyłu sceny, gdzie miała zasłoniętą twarz peruką. Trasa koncertowa promowała siódmy album studyjny, zatytułowany This Is Acting. Trasa otrzymała pozytywne recenzje krytyków.

## Lista utworów
Oficjalna lista utworów została zaprezentowana 1 października 2016 roku. Setlista piosenek śpiewanych na koncertach nie zmieniła się. Osiem z szesnastu piosenek pochodzą z albumu wydanego w 2016 roku This Is Acting (w tym „The Greatest”, który znajduje się na wersji deluxe albumu). Cztery utwory pochodzą z albumu 1000 Forms of Fear (2014), a następne piosenki pochodzą z różnych wcześniejszych wydawnictw.
1. „Alive”
2. „Diamonds”
3. „Reaper”
4. „Bird Set Free”
5. „Big Girls Cry”
6. „One Million Bullets”
7. „Cheap Thrills”
8. „Soon We’ll Be Found”
9. „Elastic Heart”
10. „Titanium”
11. „Breathe Me”
12. „Fire Meet Gasoline”
13. „Move Your Body”
14. „Unstoppable”
15. „Chandelier”
16. „The Greatest” (Bis)

## Lista koncertów
| Data                 | Miasto           | Państwo           | Miejsce                    | Support                 | Sprzedaż biletów | Dochód           |
| Ameryka Północna     | Ameryka Północna | Ameryka Północna  | Ameryka Północna           | Ameryka Północna        | Ameryka Północna | Ameryka Północna |
| -------------------- | ---------------- | ----------------- | -------------------------- | ----------------------- | ---------------- | ---------------- |
| 29 września 2016     | Seattle          | Stany Zjednoczone | KeyArena                   | Miguel AlunaGeorge      | —                | —                |
| 1 października 2016  | Oakland          | Stany Zjednoczone | Oracle Arena               | Miguel AlunaGeorge      | —                | —                |
| 4 października 2016  | Phoenix          | Stany Zjednoczone | Talking Stick Resort Arena | Miguel AlunaGeorge      | —                | —                |
| 5 października 2016  | San Diego        | Stany Zjednoczone | Viejas Arena               | Miguel AlunaGeorge      | —                | —                |
| 7 października 2016  | Las Vegas        | Stany Zjednoczone | Mandalay Bay Events Center | Miguel AlunaGeorge      | 6,748 / 8,357    | 473,857 $        |
| 8 października 2016  | Los Angeles      | Stany Zjednoczone | Hollywood Bowl             | Miguel AlunaGeorge      | 33,384 / 33,384  | 2,688,735 $      |
| 9 października 2016  | Los Angeles      | Stany Zjednoczone | Hollywood Bowl             | Miguel AlunaGeorge      | 33,384 / 33,384  | 2,688,735 $      |
| 13 października 2016 | Minneapolis      | Stany Zjednoczone | Target Center              | Miguel AlunaGeorge      | 7,889 / 9,694    | 596,047 $        |
| 15 października 2016 | Auburn Hills     | Stany Zjednoczone | The Palace of Auburn Hills | Miguel AlunaGeorge      | —                | —                |
| 16 października 2016 | Chicago          | Stany Zjednoczone | United Center              | Miguel AlunaGeorge      | —                | —                |
| 18 października 2016 | Boston           | Stany Zjednoczone | TD Garden                  | Miguel AlunaGeorge      | —                | —                |
| 19 października 2016 | Waszyngton       | Stany Zjednoczone | Verizon Center             | Miguel AlunaGeorge      | —                | —                |
| 21 października 2016 | Filadelfia       | Stany Zjednoczone | Wells Fargo Center         | Miguel AlunaGeorge      | 11,131 / 13,530  | 749,417 $        |
| 22 października 2016 | Toronto          | Kanada            | Air Canada Centre          | Miguel                  | 13,141 / 13,141  | 967,973 $        |
| 23 października 2016 | Montreal         | Kanada            | Bell Centre                | Miguel                  | 13,352 / 13,352  | 810,037 $        |
| 25 października 2016 | Brooklyn         | Stany Zjednoczone | Barclays Center            | Miguel AlunaGeorge      | 12,134 / 12,134  | 1,278,262 $      |
| 26 października 2016 | Uncasville       | Stany Zjednoczone | Mohegan Sun Arena          | Miguel AlunaGeorge      | 5,449 / 6,270    | 498,575 $        |
| 29 października 2016 | Sunrise          | Stany Zjednoczone | BB&T Center                | Miguel AlunaGeorge      | —                | —                |
| 30 października 2016 | Orlando          | Stany Zjednoczone | Amway Center               | Miguel AlunaGeorge      | —                | —                |
| 1 listopada 2016     | Atlanta          | Stany Zjednoczone | Philips Arena              | Miguel AlunaGeorge      | —                | —                |
| 3 listopada 2016     | Nowy Orlean      | Stany Zjednoczone | Smoothie King Center       | Miguel AlunaGeorge      | —                | —                |
| 4 listopada 2016     | Houston          | Stany Zjednoczone | Toyota Center              | Miguel AlunaGeorge      | —                | —                |
| 6 listopada 2016     | Austin           | Stany Zjednoczone | Frank Erwin Center         | Miguel AlunaGeorge      | 8,578 / 10,541   | 720,855 $        |
| Oceania              |                  |                   |                            |                         |                  |                  |
| 30 listopada 2017    | Melbourne        | Australia         | AAMI Park                  | Charli XCX MØ Amy Shark | —                | —                |
| 2 grudnia 2017       | Sydney           | Australia         | Allianz Stadium            | Charli XCX MØ Amy Shark | —                | —                |
| 5 grudnia 2017       | Auckland         | Nowa Zelandia     | Mount Smart Stadium        | —                       | —                | —                |
| Łącznie              | Łącznie          | Łącznie           | Łącznie                    | Łącznie                 | —                | —                |